# Dialekty zachodniolechickie
Dialekty zachodniolechickie albo grupa połabska języków lechickich – grupa wymarłych dialektów lechickich używana przez słowiańską ludność Pomorza, Brandenburgii, Meklemburgii oraz ziem nad dolną i środkową Łabą. Przy tym dialekty Pomorza Środkowego i Gdańskiego uznawane są zwykle za przejściowe pomiędzy zachodniolechickimi a wschodniolechickimi (tj. wszystkimi tradycyjnymi dialektami języka polskiego poza kaszubskim) i nazywane grupą dialektów środkowolechickich.

## Cechy fonetyczne
Do charakterystycznych cech fonetycznych obszaru zachodniolechickiego należały:
- Niemal zupełny brak metatezy *TorT na TroT (jak na obszarze polskim) zamiast tego dała ona na ogół TarT, por. Garditz (< psł. *Gordьcь) lub płb. korvo, stornă, morz < psł. *korva, *storna, *morzъ[3].
- Zmieszanie *TolT i *TelT w jedno TolT, które po przestawce dało TlåT lub TloT, por. płb. slåmă, mlåkă < psł. *solma, *melka[4]. Trafiały się także nazwy miejscowe bez przestawki, np. Moltow, Priwalk[4].
- Zachowanie miękkości spółgłosek przed prasłowiańskim sylabotwórczym *ŕ zdyspalatalizowanym w wyniku przegłosu lechickiego, np. płb. ai̯ḿortă, tjordă, źornü wobec pol. twardy, gwar. umarty, stpol. zarno[4].
- Zlanie się twardych i miękkich sylabotwórczych *l i *ĺ w jedno oł, które w drzewiańskim reprezentowane jest przez åu̯, np. påu̯nă, våu̯k, dåu̯ďĕ lub u[4], np. vuk, por. pol. pełny, wilk, długi.
- Dyftongizacja psł. y, pierwotnie najpewniej tylko w pozycji po spółgłoskach wargowych, co poświadczają nazwy miejscowe, takie jak Boiceneburg, Boisterfelde, Primoysle, por. pol. Byczyna, Bystre, Przemyśl[4].
- Zmieszanie się nagłosowych *o- i *vo-, co łączy obszar zachodniolechicki z Wielkopolską, Łużycami i większością obszaru Czech właściwych i zachodnich Moraw[4], por. płb. vådă, vićă, głuż. woda, wówca, wlkpol. u̯oda, u̯ofca, cz. dial. voda, vofce[4] i pol. lit. woda, owca.

## Podział
Do dialektów zachodniolechickich należą m.in.:
- dialekt zachodniopomorski[5]
- dialekty meklemburskie: Co do podziału dialektów meklemburskich na grupy, jest on niepewny. Maria Jeżowa dowodzi, że nie różniły się one niczym istotnym, zaś izofony, wykreślone przez Tadeusza Milewskiego, nie mają oparcia w materiale toponomastycznym[6]. Tadeusz-Lehr Spławiński, posługując się tymiż izofonami, zaproponował następujący podział:
  - dialekt rugijski[7]
    - gwary północno-zachodnio-rugijskie
    - gwary południowo-wschodnio-rugijskie

  - dialekt wielecki[8]
  - dialekt obodrycki[9]
- dialekt drzewiański – język połabski[10]
- dialekt marchijsko-magdeburski[11][12].